# هاناه روبن
هاناه روبن (به انگلیسی: Hannah Rueben،  زادهٔ ۱۴ فوریهٔ ۱۹۹۴) یک کشتی‌گیر زن آزادکار اهل کشور نیجریه است. وی سابقه حضور در المپیک ۲۰۲۴ پاریس را دارد.  